# Кёлер, Сара
Са́ра Кёлер (нем. Sarah Köhler, род. 20 июня 1994 года) — немецкая пловчиха, чемпионка мира 2019 года, чемпионка Европы 2017 года в Копенгагене на короткой воде. Призёр чемпионата Европы 2018 в Глазго. Специализируется на стайерских дистанциях вольным стилем, в том числе на открытой воде. Бронзовый призёр Олимпийских игр 2020 в Токио. 

## Биография
В 2015 году на чемпионате мира в Казани она заняла седьмое место на дистанции 800 м вольным стилем , показав 8:23.67.
Год спустя, во время Олимпийских игр в Рио-де-Жанейро, она заняла восьмое место на 800 метрах дистанции (8:27.75). На 400 м, со временем 4:06.55, Кёлер заняла десятое место. Она также проплыла в эстафете 4 × 200 м , которая Германия была классифицирована на 12-й позиции.
В 2017 году, на Универсиаде в Тайбэе, она выиграла 400-метровую дистанцию, установив новый университетский рекорд - 4:03.96. Она также завоевала серебряные медали на 800 и 1500 метров.
В 2018 году на чемпионате Европы в Глазго, Сара завоевала три медали: серебро на 1500 м вольным стилем, серебро в командных соревнованиях на открытой воде, бронзу в эстафете 4х200 вольным стилем.
На чемпионате планеты в Кванджу в 2019 году в командном заплыве на открытой воде в составе сборной Германии завоевала титул чемпионки мира, а на дистанции 1500 метров в бассейне установив национальный рекорд завоевала серебряную медаль (15:48.83).

## Персональные рекорды
- 1500 Метров Вольный стиль 15:59.85 (50 метровый бассейн) Национальный Рекорд
- 800 Метров Вольный стиль 8:22.80 (50 метровый бассейн)
- 400 Метров Вольный стиль 4:03.96 (50 метровый бассейн) Национальный Рекорд
- 1500 метров, вольный стиль. 15:18,01 (25-метровый бассейн), рекорд Европы
- 800 Метров Вольный стиль 8:10.65 Минут (25 метровый бассейн) Национальный Рекорд
- 400 Метров Вольный стиль 3:59.12 Минут (25 метровый бассейн) Национальный Рекорд